# La Guerche-de-Bretagne
La Guerche-de-Bretagne (bretonsko Gwerc'h-Breizh) je naselje in občina v severozahodnem francoskem departmaju Ille-et-Vilaine regije Bretanje. Leta 2009 je naselje imelo 4.253 prebivalcev.

## Geografija
Naselje leži v pokrajini Bretaniji 41 km jugovzhodno od Rennesa.

## Uprava
La Guerche-de-Bretagne je sedež istoimenskega kantona, v katerega so poleg njegove vključene še občine Availles-sur-Seiche, Bais, Chelun, Drouges, Eancé, Moutiers, Moulins, Moussé, Rannée, La Selle-Guerchaise in Visseiche z 11.696 prebivalci.
Kanton la Guerche-de-Bretagne je sestavni del okrožja Fougères-Vitré.

## Zanimivosti
- bazilika Notre-Dame de La Guerche iz 13. do 16. stoletja, prenovljena in povečana v 19. stoletju, francoski zgodovinski spomenik;